# Jiangle
Jiangle, tidigare romaniserat Tsianglo, är ett härad som ingår i staden Sanming på prefekturnivå i provinsen Fujian i sydöstra Kina.

## Administrativ indelning
Jiangle är indelat i åtta köpingar och fem socknar.
Köpingar (zhen):

- Bailian (白莲镇)
- Gaotang (高唐镇)
- Guangming (光明镇)
- Guyong (古镛镇)
- Huangtan (黄潭镇)
- Nankou (南口镇)
- Shuinan (水南镇)
- Wan'an (万安镇)

Socknar (xiang):

- Anren (安仁乡)
- Dayuan (大源乡)
- Moyuan (漠源乡)
- Wanquan (万全乡)
- Yufang (余坊乡)